# Cash management
Cash management är hantering av likvida medel och står för alla produkter, processer och rutiner som kan förbättra hanteringen av kassaflödet. Huvudsyftet är effektivare administration av företagets in- och utbetalningar. Nedan är några delar som vanligtvis ingår i ämnesområdet cash management. Vilka delar som ingår beror på företagets storlek, bransch och organisation.
- Bankkonton och analys av rörelsekapitalbehovet
- Likviditetshantering, budget och kassaflöden
- Hantering av överskottslikviditet och tillfälliga underskott t.ex. factoring
- Inbetalningsalternativ och kundreskontran
- Kortinlösen och betalningsterminaler
- Fakturahantering med t.ex. scanning och e-faktura
- Kreditinformation och kravhantering
- Internationella betalningar och valutarisker
- Leverantörsbetalningar och leverantörsreskontran
- Betalning av löner och skatter
- Betalningsleverantörer och bankrelationer med service, funktionalitet och priser
- Hantering av felaktiga betalningar
- Betalningsrelaterade risker och trade finance tjänster

Historiskt har en minskning av kapitalbehovet varit den mest uppenbara besparingen inom cash management. Det företag som omsätter 10 milj kr, och efter effektivare rutiner kan få betalt fem arbetsdagar snabbare, frigör kapital motsvarande 192 tkr som kan användas till annat t.ex. amortering på lån eller återinvesteras i verksamheten.
Innan extern finansiering undersöks ska därför alltid möjligheten att minska det egna kapitalbehovet analyseras. Kapitalbehovet kan minskas genom snabbare inbetalningstjänster eller att de egna rutinerna görs effektivare, alternativt att leverantörer betalas senare.  Många företag binder också stora belopp i varulager och materialhantering.
För många företag kan de riktigt stora besparingarna komma i form av tidsvinster genom förbättrade administrativa rutiner av betalningsflödena inom hela företaget. De flesta företag har svårt att överblicka hela betalningsprocessen eftersom organisationen arbetar funktionsindelat. Därför uppstår onödig administration och felaktiga betalningar som ofta kan förbättras.
På senare tid har Quality Cash Management kommit fram som en utveckling av tidigare Cash management där service och kundnöjdhet får allt ökad fokus. Quality Cash Management står för alla produkter, processer och rutiner som kan förenkla hanteringen av betalningsflödet för att uppnå nöjda kunder och leverantörer. Här kommer exempelvis reklamationer av felaktiga fakturor och support för att ändra betalningsrutiner in som en viktig del i helhetstänket kring företagets Cash management. Bristfälliga rutiner påverkar kundernas helhetsuppfattning kring företaget. För de företag som fakturerar kunder många gånger och ofta på mindre belopp påverkas mer av bristfälliga rutiner jämfört med engångsköp på stora belopp då själva betalningen är en mindre del av hela köpupplevelsen.